# Maho Beach

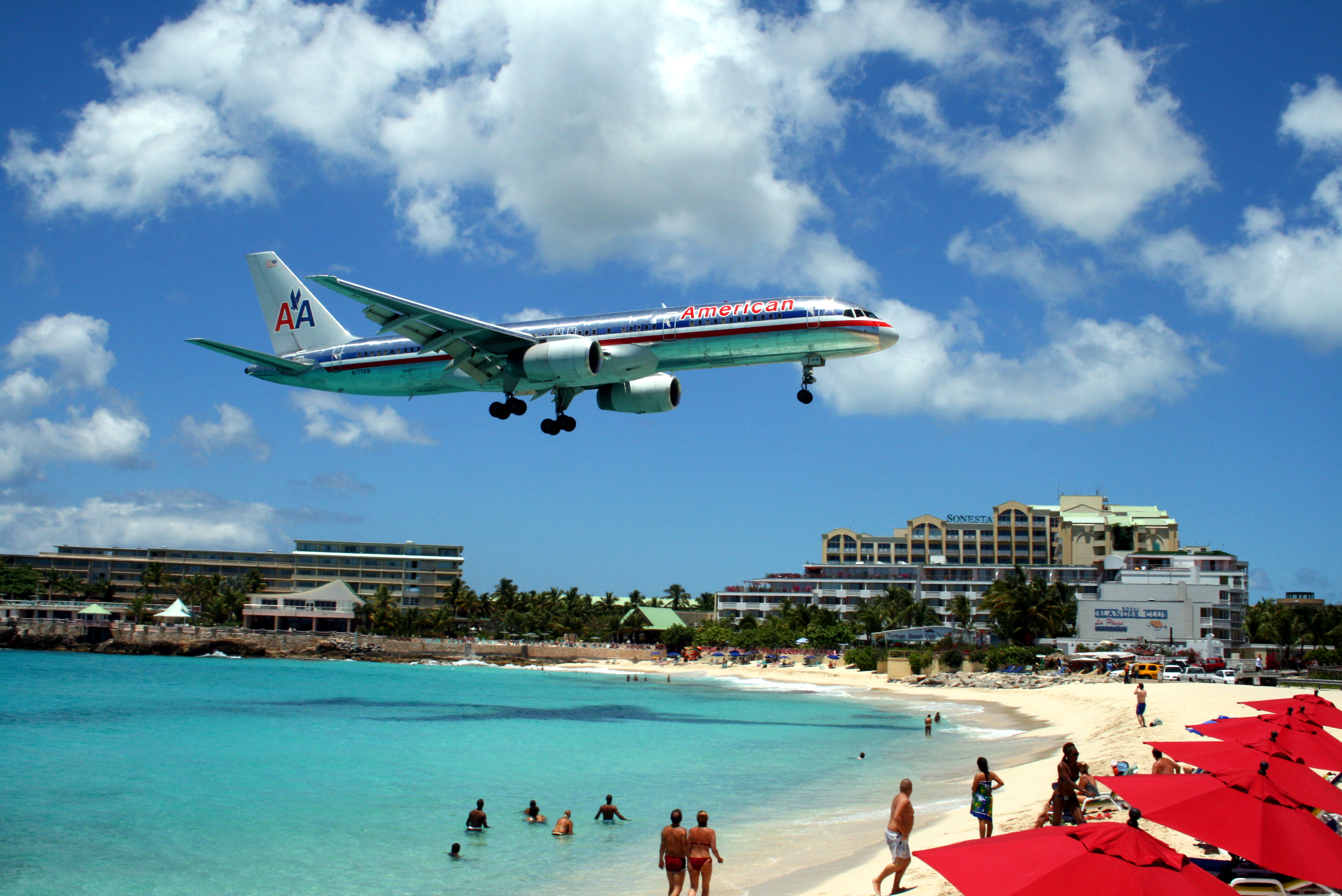
Un Boeing 757 dell'American Airlines in atterraggio a Sint Maarten, mentre sorvola Maho Beach.

Maho Beach è una spiaggia situata sull'isola di Sint Maarten, territorio del Regno dei Paesi Bassi.
La spiaggia è stretta tra il mare e la testata 10 della pista dell'Aeroporto Principessa Juliana di St.Maarten, che dista appena un centinaio di metri dalla costa. Ciò ha reso la località un'attrazione turistica: ogni anno moltissime persone vi si recano per veder passare a bassissima quota vari tipi di aerei, finanche i grandi Boeing 747 ed Airbus A340. I bar e gli esercizi commerciali siti sulla spiaggia hanno posizionato, a beneficio dei turisti, delle lavagne con gli orari dei voli in arrivo e in partenza, oltre a degli altoparlanti che diffondono le comunicazioni radio del controllo del traffico aereo.
Sovente, i frequentatori di Maho Beach usano fermarsi in mezzo alla spiaggia per farsi investire dal vento fortissimo causato dai motori degli aerei in partenza. Per scongiurare il rischio di infortuni e/o decessi, il governo locale ha allontanato le recinzioni dell'area aeroportuale dalla soglia della pista, oltre a posizionare dei cartelli che avvisano del pericolo.
La spiaggia è costituita da sabbia fine bianca ed è quasi priva di vegetazione, a causa dell'erosione provocata dagli scarichi dei motori degli aerei. Maho Beach è altresì una meta rinomata per la pratica di windsurf e skimboard, in quanto è spesso battuta da onde alte.

## Galleria d'immagini

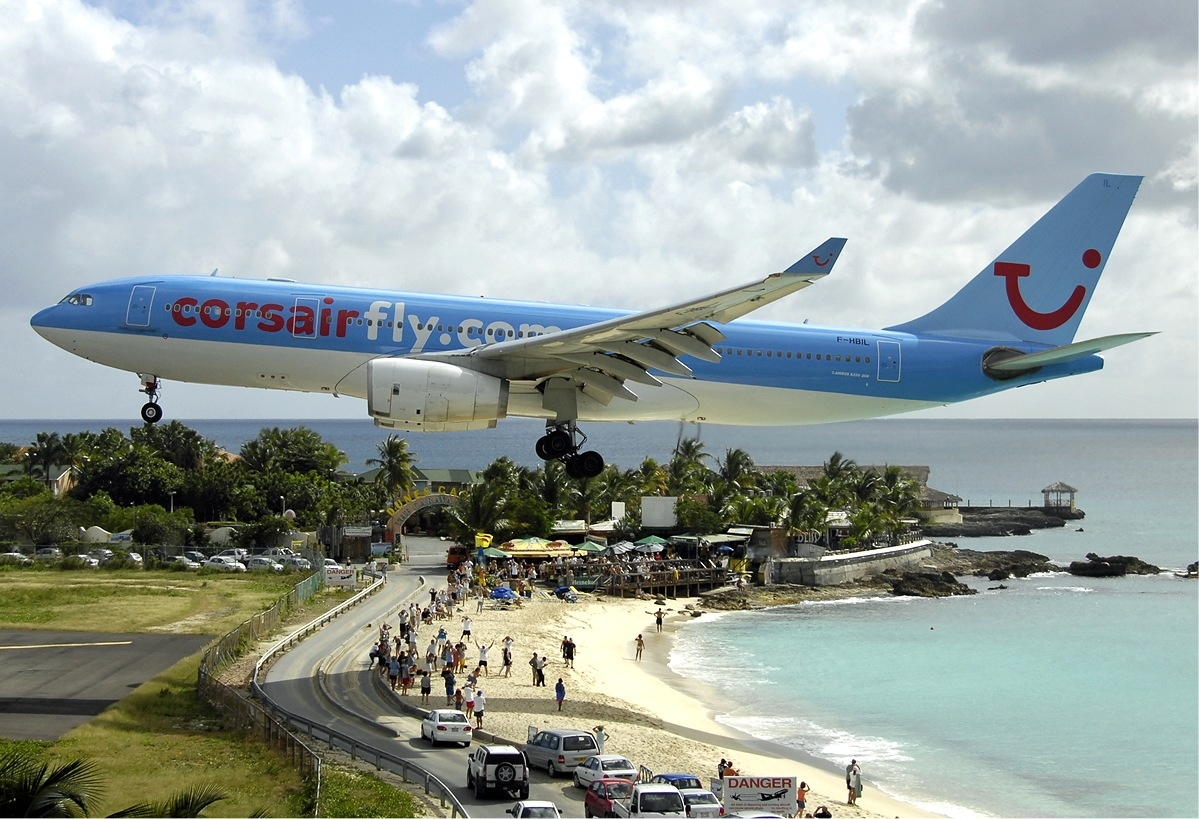
Airbus A330 della Corsairfly in volo su Maho Beach, in procinto di atterrare.
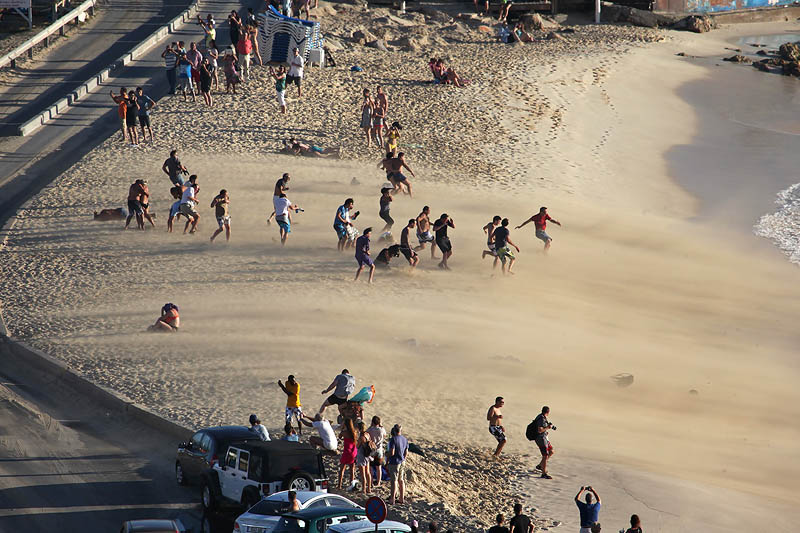
Effetti degli scarichi di un aereo in partenza (in inglese jet blast) a Maho Beach.
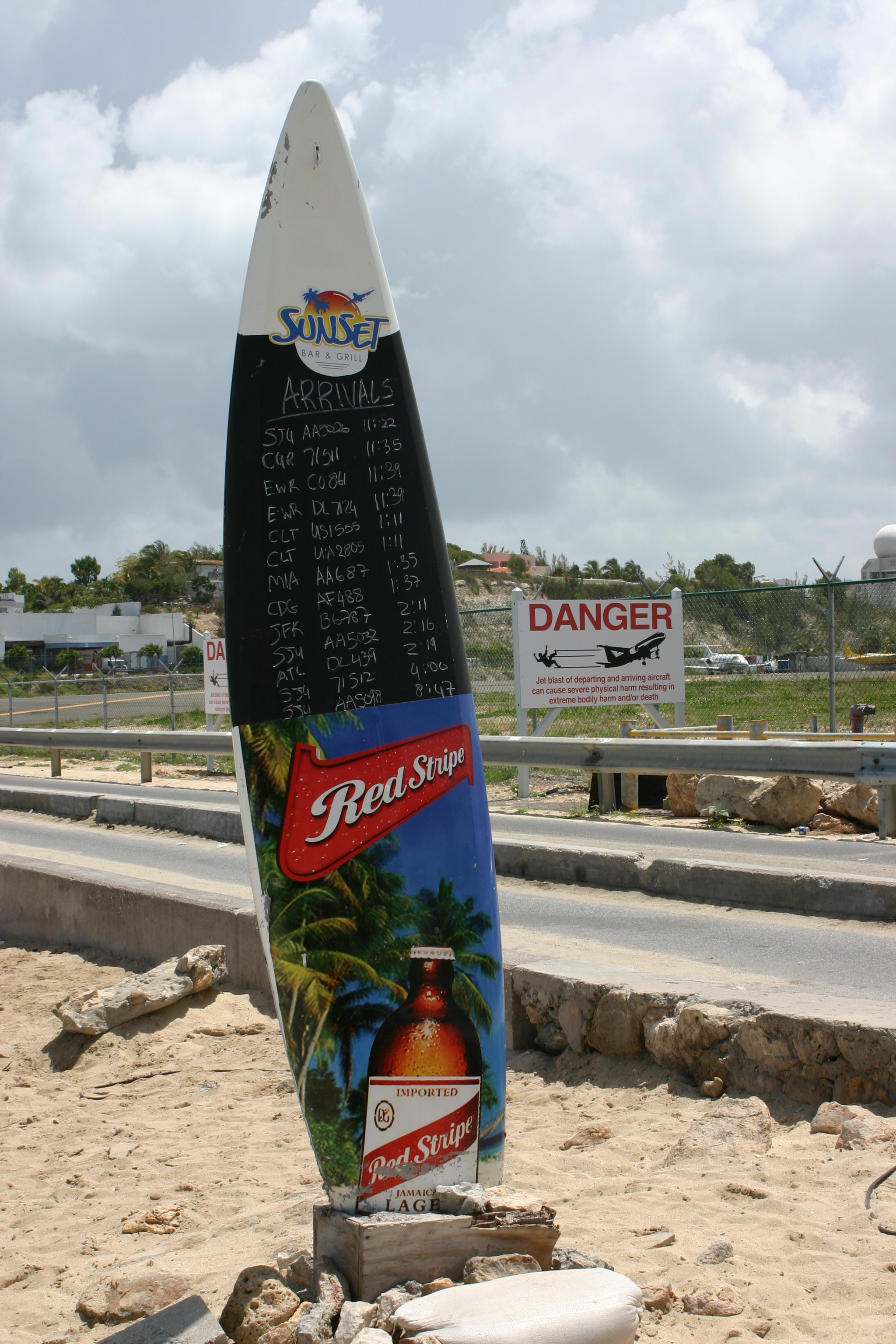
Lavagna con riportati gli orari dei voli in arrivo, posizionata sulla spiaggia.